# Stříbrný hřbet
Stříbrný hřbet (polsky Smogornia, německy Mittagsberg) je hora v Krkonoších, ležící na česko-polské hranici asi 6 km SV od Špindlerova Mlýna a 6 km ZJZ od Karpacze. S výškou 1490 m n. m. jde o šestou nejvyšší tisícovku v Česku.
Samotný vrchol je velmi plochý, tvořený zbytkem žulového zarovnaného povrchu a zarostlý klečí. Svahy Stříbrného hřbetu jsou naopak velmi strmé - na severní polské straně je lavinová dráha, pod východním svahem jsou ledovcová jezera Wielki Staw a Mały Staw a na jižních svazích neustálené sutě a kamenná moře.

## Přístup
Vrchol leží na česko-polské hranici a nevede na něj žádná cesta. Ze severu vrchol obchází červeně značená Cesta česko-polského přátelství (asi 300 m od vrcholu), po JZ úbočí vede zimní lyžařská trasa Luční bouda – Špindlerova bouda (500 m od vrcholu). Přes vrchol vede bývalá hraniční pěšina, která ale postupně zarůstá a navíc je vzhledem k ochraně území (I. zóna Krkonošského národního parku) nepřístupná.

## Okolí
- 12 m vysoká žulová skála Słonecznik (doslova Slunečnice, český název Polední kámen, německy Mittagstein), nejnavštěvovanější skalní útvar na polské straně Krkonoš, 600 m SV od vrcholu na cestě česko-polského přátelství
- ledovcová jezera Wielki a Mały Staw pod strmým východním svahem
- rašelinná Čertova louka se vzácnou květenou a dobře vyvinutými mrazovými půdami, tzv. tufury, což jsou kopečkovité útvary vznikající periodickým zamrzáním a rozmrzáním, 1 km JV od vrcholu v sedle se Stříbrným návrším
- Luční bouda v sedle mezi Stříbrným hřbetem, Sněžkou, Luční horou a Studniční horou, nejstarší bouda v Krkonoších, 3 km JV od vrcholu
- údolí Bílého Labe, zaříznuté mezi jižní svah Stříbrného hřbetu a Kozí hřbety, 2 km J od vrcholu

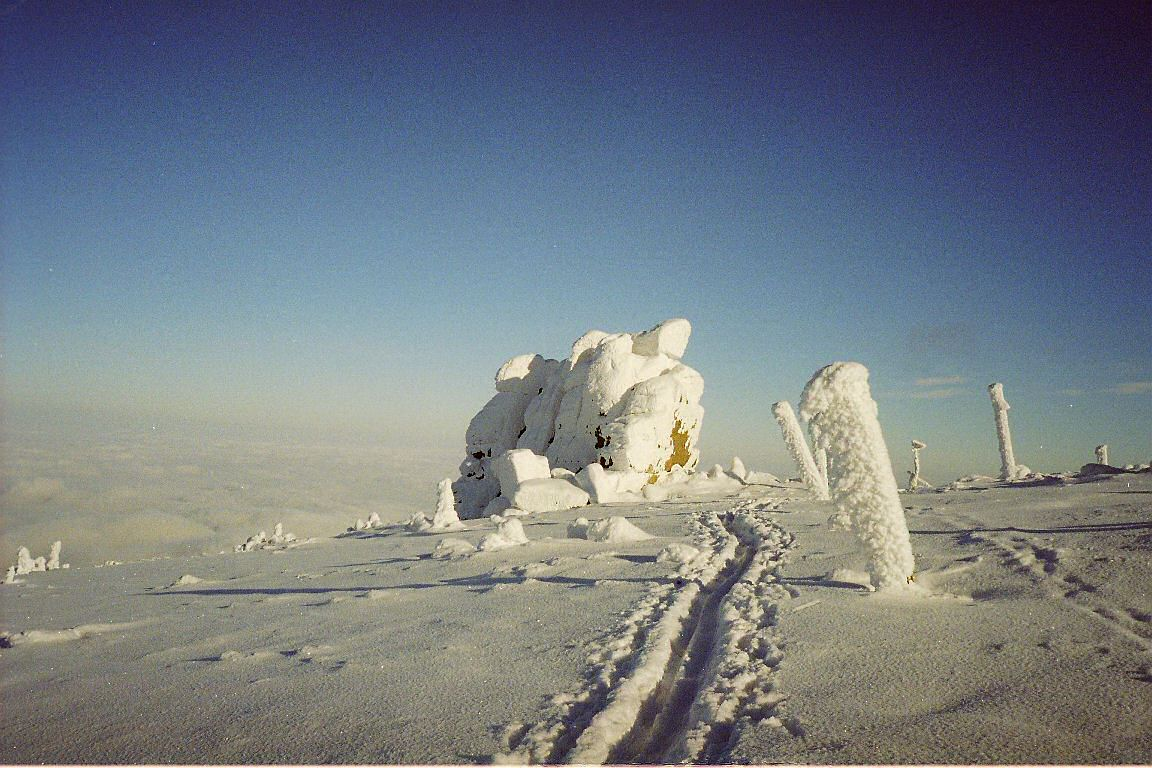
Słonecznik v zimě